# 土地和自由 (秘鲁)
土地和自由（西班牙語：Tierra y Libertad，缩写为Tyl）是秘鲁的一个左翼政党。该党成立于2010年4月25日。该党的意识形态是生态社会主义、激进环境保护主义、自由意志马克思主义、解放神学。该党的主席是Marco Arana。该党的总部位于利马。该党是争取正义、生活和自由广泛阵线和圣保罗论坛的成员。